# Squadra speciale (film)
Squadra speciale (The Seven-Ups) è un film statunitense del 1973 diretto da Phillip D'Antoni, tratto dal romanzo The Seven-Ups di Richard Posner

## Trama
Buddy Mannuci, Barilli, Mingo e Ansel, detective della polizia di New York, costituiscono un'unità investigativa segreta chiamata Seven-Ups, che, in gran parte sotto copertura, si concentra su casi che portano a condanne per reati con pene detentive di pochi anni per criminali in questione. Molti all'interno del dipartimento che conoscono l'unità non supportano l'idea a causa del modo immorale con cui lavorano sui casi, ma il loro superiore, l'ispettore Gilson, difende l'unità solo a causa dei risultati. Buddy, di nascosto, ottiene molte delle informazioni per i casi da Vito Lucia, il suo amico d'infanzia che vive e lavora ancora nel vecchio quartiere dove si svolge gran parte del crimine Vito sa che si trova nei guai se la folla scopre che agisce come spia della polizia. Dopo che Buddy ha iniziato a indagare sull'attività di strozzinaggio di alcuni membri della mafia locale, a sua insaputa alcuni di loro vengono scossi per un minimo di $ 100.000 dollari ciascuno, uno ad uno rapiti per un riscatto prima di essere rilasciati quando gli estorsori sono in grado di fuggire con il denaro del riscatto.